# Tissø
Tissø (Tyrs sø) er en ferskvandssø i Vestsjælland nær Sæby. Søen gennemstrømmes af den vandrige Halleby Å fra Åmosens bassiner. Via åens nedre løb er der afløb til Storebælt. Langs søens bredder er vanddybden ikke over ca. 1 m, men ca. 250 m ude går det ret brat ned til 10-12 m.
Søen er dannet som et dødis-hul. Det vil sige, at der under istidens smeltning er blevet efterladt en stor isklump. Efterhånden som den smeltede, opstod der en vandfyldt lavning.
Tissø afgrænses mod vest af et fladt morænelandskab med landsby- og gårdbebyggelser. Mod øst dominerer et stærkt kuplet bakkelandskab med mange småskove og herregårde. Af dem har Kattrup, Selchausdal og Sæbygård været middelalderlige hovedgårde. Sidstnævnte ejedes i slutningen af 1100-tallet af Esbern Snare. Han døde i 1204, og det siges at hans tredje kone skubbede ham ned ad trappen for at stikke af med kong Valdemar Sejr. Herregårdskirken ved Sæbygård og landsbykirkerne i Store Fuglede, Lille Fuglede, Jorløse, Hallenslev og Bakkendrup ligger som kendemærker og pejlepunkter rundt om søen.
Søen oversvømmedes i 2002 og 2024.

## Kalmargården
Ved vestbredden af Tissø er der siden 1995 gennemført en række arkæologiske udgravninger på baggrund af mange fund gjort med bl.a. metaldetektor. Udgravningerne har afsløret en stormandsgård, der lå på stedet fra ca. år 600 til begyndelsen af 1000-tallet, dvs. germansk jernalder og vikingetid. Gården - kaldet Kalmargården - var omkring år 700 på ca. 10.000 m² og voksede til omkring 15.000 m² de næste hundrede år. Omkring år 900 var den på henved 18.000 m² og nåede endelig omkring år 1000 sit højdepunkt med et areal på ca. 25.000 m². Kalmargården var helt fra begyndelsen bygget op omkring en en stor central halbygning, som voksede i takt med gårdens øvrige udvidelser. Den største halbygning målte 12,5x48 m (dvs. ca. 550 m²), og gårdens bygninger dækkede i sig selv over 2.000 m². Nærved er i dag et besøgscenter ved navn Fugledegård, som også fungerer som center for Naturpark Åmosen.
Nogle af genstandene fra udgravningerne er på udstilling i Kalundborg Museum, andre på Nationalmuseet. 

## Sagnet om Tissø
Just Mathias Thiele beretter i Danmarks Folkesagn om Tissøs oprindelse:
I Kundby, på Holbæk Amt, havde en trold sin bolig i den høje bakke, hvor kirken står; men efterdi folket der i egnen var vant til gudsfrygt og gik flittigt i kirke, havde samme trold sin største plage af, at der næsten uafladeligt ringedes med klokkerne i kirketårnet! Omsider blev han derfor nødt til at rejse bort; thi intet har mere bidraget til troldfolkets ud-vandren af landet, end netop det, at folk blev gudfrygtigere og at klokkeringningen tiltog. 
Trolden fra Kundby rejste da ud af landet, kom til Fyn og levede der i nogen tid. Da hændte det sig, at en mand, der nylig havde bosat sig i Kundby, kom til Fyn og mødte denne trold på vejen. "Hvor har du hjemme?" spurgte trolden ham. Der var intet på trolden uligt et menneske, derfor svarede han som sandt var: "Jeg er fra Kundby!" "Så?" gentog trolden, "Dig kender jeg ikke! Ellers kender jeg dog hver mand i Kundby! — Vil du ikke," vedblev trolden, "tage brev for mig tilbage til Kundby?" Dertil var manden ikke uvillig, og trolden stak ham det i tasken, men forbød ham, at tage det op, før han kom til Kundby Kirke; der skulde han kun kaste det over kirkegårdsmuren, ”så vilde den få det, der skulde have det”.
Derpå skiltes de ad, og bondemanden forglemte ganske brevet. Men, da han var kommen over til Sjælland igen, sad han just på den eng, hvor Tiissø nu er, da troldens brev kom ham pludselig i tankerne.
Han tog det da ud af tasken og sad en stund med det i hånden, men pludseligt begyndte der at pible vand ud af seglet, brevet foldede sig ud, og det var med nød og næppe, at bonden reddede sit liv, for trolden havde indesluttet en heel sø i brevet, for ved sådan ødelæggelse at hævne sig på Kundby Kirke. Men Gud afvendte det, så at søen kom til at skylle ud i det store engdyb, hvor den nu flyder.

## Naturen
Selvom Tissø hele tiden tilføres forurenet vand med overskydende næringsstoffer fra det omkringliggende landbrug og å-systemerne, betragtes vandkvaliteten i søen generelt som god. Det skyldes den store vandudskiftning og den effektive ilttilførsel fra søens store vandflade. Af disse grunde er der et rigt fiskeliv i Tissø med omkring 20 arter. Der har igennem tiden været et betydeligt ferskvandsfiskeri efter fortrinsvis gedder, suder, brasen og frem for alt ål.[kilde mangler]. I dag er der dog intet erhvervsfiskeri på søen og sportsfiskeriet er kraftigt reguleret med en del regler.

### Fugle
Der er et rigt og varieret fugleliv omkring Tissø og her kan regelmæssigt observeres jagende havørne og fiskeørne - et sjældent syn i Danmark. Besøgscenter Fugledegård informerer om Naturpark Åmosen.